# Mathis Feldhoff
Mathis Feldhoff (* 1965 in Münster) ist ein deutscher Journalist, Autor und seit 2020 Vorsitzender der Bundespressekonferenz.

## Beruflicher Werdegang
Feldhoff arbeitet seit über 20 Jahren als Korrespondent des ZDF-Hauptstadtstudio in Berlin. Er ist dort zuständig für die Unionsparteien und das Bundeskanzleramt. Neben seiner Korrespondententätigkeit in Berlin arbeitet Feldhoff auch als Dokumentarfilmer für das ZDF.
2020 ist er zum Vorsitzenden der Bundespressekonferenz gewählt worden.

## Dokumentationen
- 2004: ZDF – Die Reportage: Jetzt bin ich ganz unten; Regie: Feldhoff, Ulf Röller; Kamera: Harald Beckmann
- 2005: Ernstfall für die Bundeswehr; Regie: Feldhoff, Andreas Huppert; Kamera: Beckmann; ZDF/phoenıx
- 2006: Die Angst spielt mit; Regie: Feldhoff, Röller; Kamera: Beckmann; ZDF/3sat
- 2006: Angriff auf die Seele; Regie: Feldhoff, Huppert; Kamera: Beckmann; ZDF
- 2008: Vorwärts Richtung Westen; Regie: Feldhoff, Dorthe Ferber, Cornelia Schiemenz; Kamera: Beckmann; ZDF
- 2010: Die Afghanistan Lüge; Regie: Feldhoff, Uli Gack/Huppert; Kamera: Beckmann; ZDF;  Auszeichnung „Goldener Igel 2010“
- 2010: Der Krieg bleibt – Die schwierige Heimkehr vom Hindukusch; Regie: Feldhoff/Gack/Huppert; Kamera: Beckmann; ZDF; nominiert für „Goldene Nymphe 2011“ in Monte Carlo
- 2013: ZDFzeit: Macht Mensch Merkel; Regie: Feldhoff, Bettina Schausten; Kamera: Beckmann; ZDF
- 2016: Die Flüchtlingskanzlerin - Was treibt Angela Merkel an? ; zusammen mit Wulf Schmiese; ZDF
- 2017: Macht! Kampf! Wahl! Merkel gegen Schulz; zusammen mit Andreas Huppert; ZDF
- 2025: Kanzler und Herausforderer - Scholz und Merz im Wahlkampf; zusammen mit Andreas Huppert; ZDF